# Mario Gyr

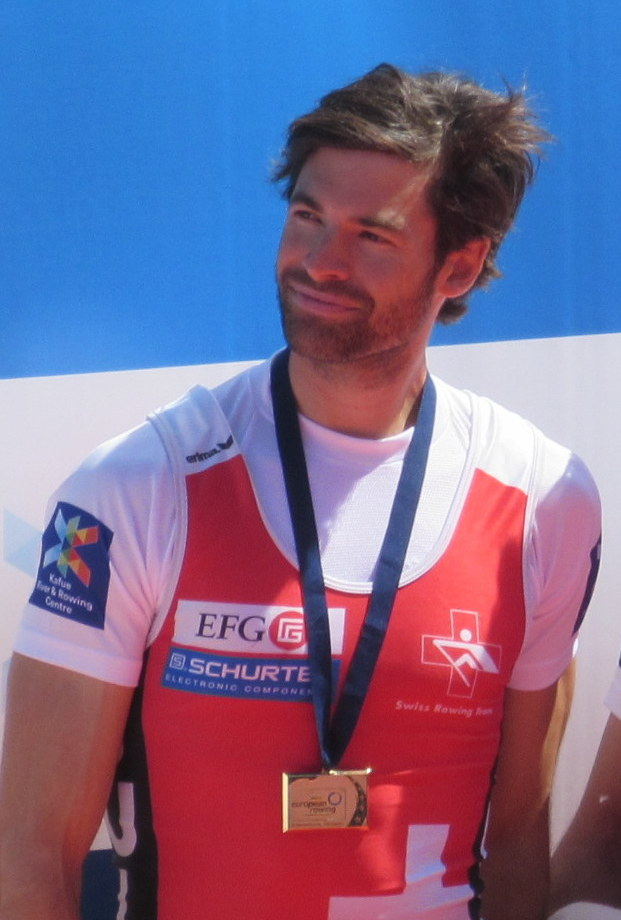
Mario Gyr (2016)

Mario-Elio Gyr (* 2. Mai 1985 in Luzern) ist ein Schweizer Ruderer.

## Werdegang
Der für den See-Club Luzern rudernde Mario Gyr belegte 2005 bei den U23-Weltmeisterschaften den sechsten Platz im Leichtgewichts-Vierer ohne Steuermann. Im Jahr darauf erreichte er den siebten Platz im Einer. Ebenfalls den siebten Platz belegte Gyr bei den Weltmeisterschaften 2008 im Leichtgewichts-Zweier ohne Steuermann. 2010 gewann der Schweizer Leichtgewichts-Vierer ohne Steuermann mit Simon Schürch, Lucas Tramèr, Simon Niepmann und Mario Gyr die Bronzemedaille bei den Europameisterschaften. Bei den Weltmeisterschaften 2011 belegte der Schweizer Vierer den sechsten Platz und qualifizierte sich damit für die Olympischen Spiele 2012. Bei der Olympiaregatta in Eton erreichte der Schweizer Vierer den fünften Platz.
2013 traten Gyr und Schürch im Leichtgewichts-Doppelzweier an und gewannen die Bronzemedaille bei den Europameisterschaften und die Silbermedaille bei den Weltmeisterschaften. 2014 folgten der fünfte Platz bei den Europameisterschaften und der neunte Platz bei den Weltmeisterschaften. 2015 kehrten Gyr und Schürch in den Leichtgewichts-Vierer ohne Steuermann zurück und gewannen zusammen mit Niepmann und Tramèr die Titel bei den Europameisterschaften in Posen und bei den Weltmeisterschaften auf dem Lac d’Aiguebelette. Bei den Europameisterschaften 2016 konnte der Schweizer Vierer seinen Titel aus dem Vorjahr verteidigen. Vier Jahre nach dem fünften Rang in London siegten die vier Schweizer 2016 auch bei der Olympischen Regatta, im Ziel hatten sie fast anderthalb Sekunden Vorsprung auf die Dänen.
Nach dem Olympiasieg versuchte Gyr 2018 ein Comeback in der offenen Gewichtsklasse. Er startete im Zweier-ohne an zwei Weltcup-Regatten und an den Weltmeisterschaften in Plowdiw, wo er in den D-Final kam. Nach der Weltmeisterschaft 2018 gab er seinen Rücktritt bekannt.